# Brinckmansdorf
Der Rostocker Ortsteil Brinckmansdorf wurde nach dem niederdeutschen Schriftsteller John Brinckman benannt, der im Jahre 1814 in Rostock geboren wurde. Es finden sich hier Straßennamen wie Knallerballerweg, Kunkeldanweg, Kasper-Ohm-Weg, Unkel-Andrees-Weg oder Käppen-Pött-Weg, die aus seinen Romanen entnommen wurden. Er ist der südöstlichste Ortsteil Rostocks und wurde 1919 gegründet. Im selben Jahr entstanden hier auch schon die ersten Häuser, meist Einzel- oder Doppelhäuser, zum Teil als sogenannte Kriegerheimstätten für Veteranen des Ersten Weltkrieges. Zu Brinckmansdorf gehören auch das Viertel Am Weißen Kreuz, benannt nach einem ehemaligen Gasthof Zum Weißen Kreuz, sowie die ehemaligen Stadtranddörfer Riekdahl, Alt Bartelsdorf und Kassebohm. Nach der Deutschen Einheit begannen um Riekdahl und Kassebohm neue Wohngebiete vor allem mit Einfamilienhäusern zu entstehen.

## Verkehrsanbindung
Verkehrsmäßig ist Brinckmansdorf durch vier Stadtbus-Linien (22, 23, 24, F4) und vier Regionalbus-Linien (112, 113, 123, 304) angebunden. Im Schienenpersonennahverkehr wird der Haltepunkt Rostock-Kassebohm an der Bahnstrecke Stralsund–Rostock von der zwischen Rostock Hbf und Graal-Müritz verkehrenden Regionalbahn-Linie 12 bedient. Die eingestellte S-Bahn-Linie 4 verkehrte bis 2012 zwischen Warnemünde und Rostock-Seehafen Nord mit Halt in Kassebohm.
Durch den Ortsteil führt die Bundesstraße 110 in Richtung Demmin. An der Stadtgrenze kreuzt die Bundesautobahn 19 die B 110. Dort befindet sich die Autobahnanschlussstelle Rostock Süd. Richtung Süden führt über die Neubrandenburger Straße zudem die Landesstraße L 39 (die frühere B 103).
Nutzt man die Anbindung über die Bundesstraße auf die A 19, so gelangt man innerhalb weniger Minuten auf die Bundesautobahn 20, welche im Südwesten auf Rostock trifft, südlich an Rostock vorbeizieht, die A 19 im Südosten kreuzt und weiter in Richtung Osten bzw. Westen führt.

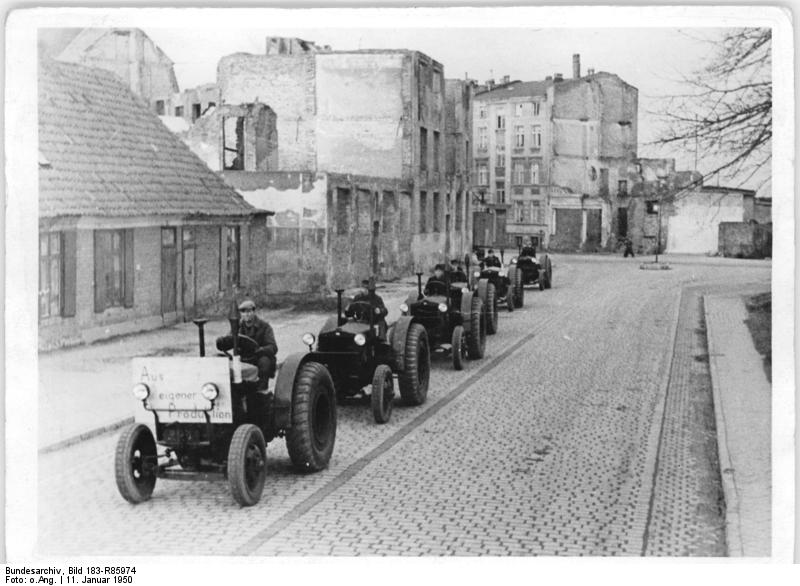
Einmündung Weißes Kreuz in die Neubrandenburger Straße (1950)
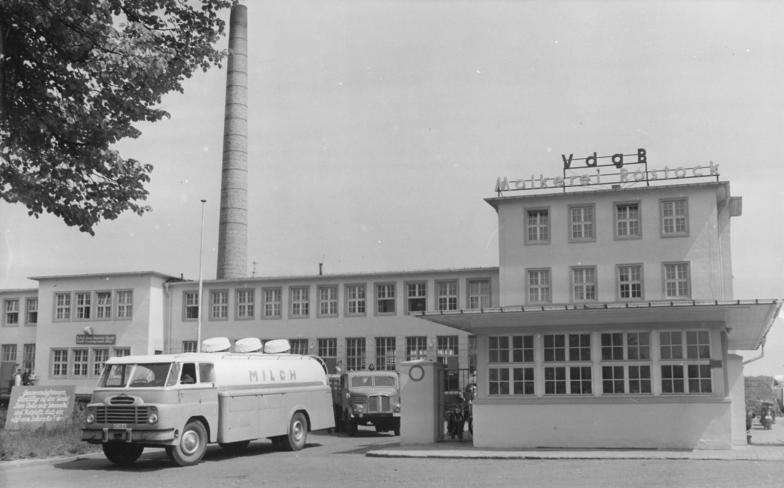
Molkerei in der Neubrandenburger Straße (1960)
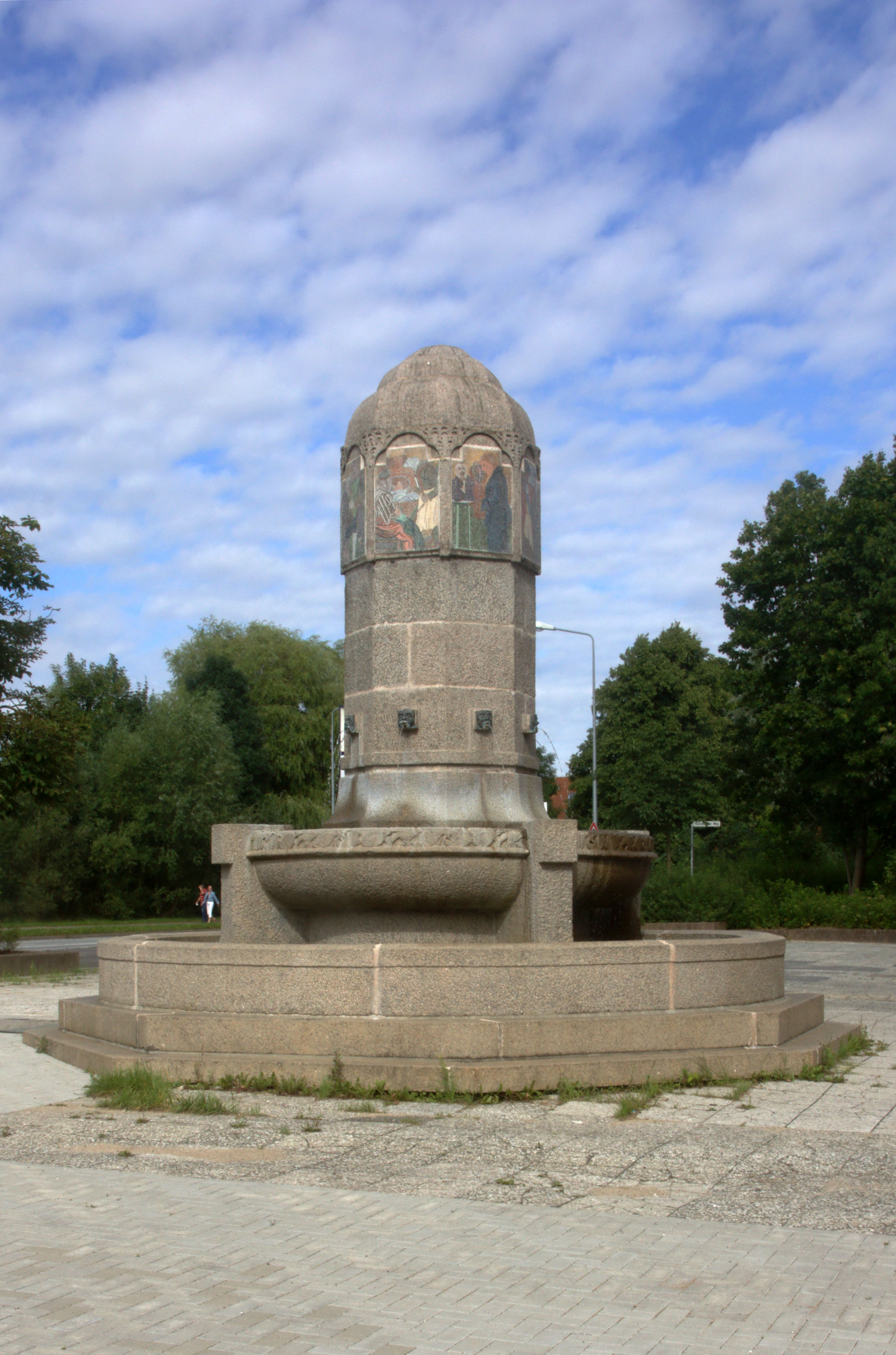
Brinckmanbrunnen an der Tessiner Straße
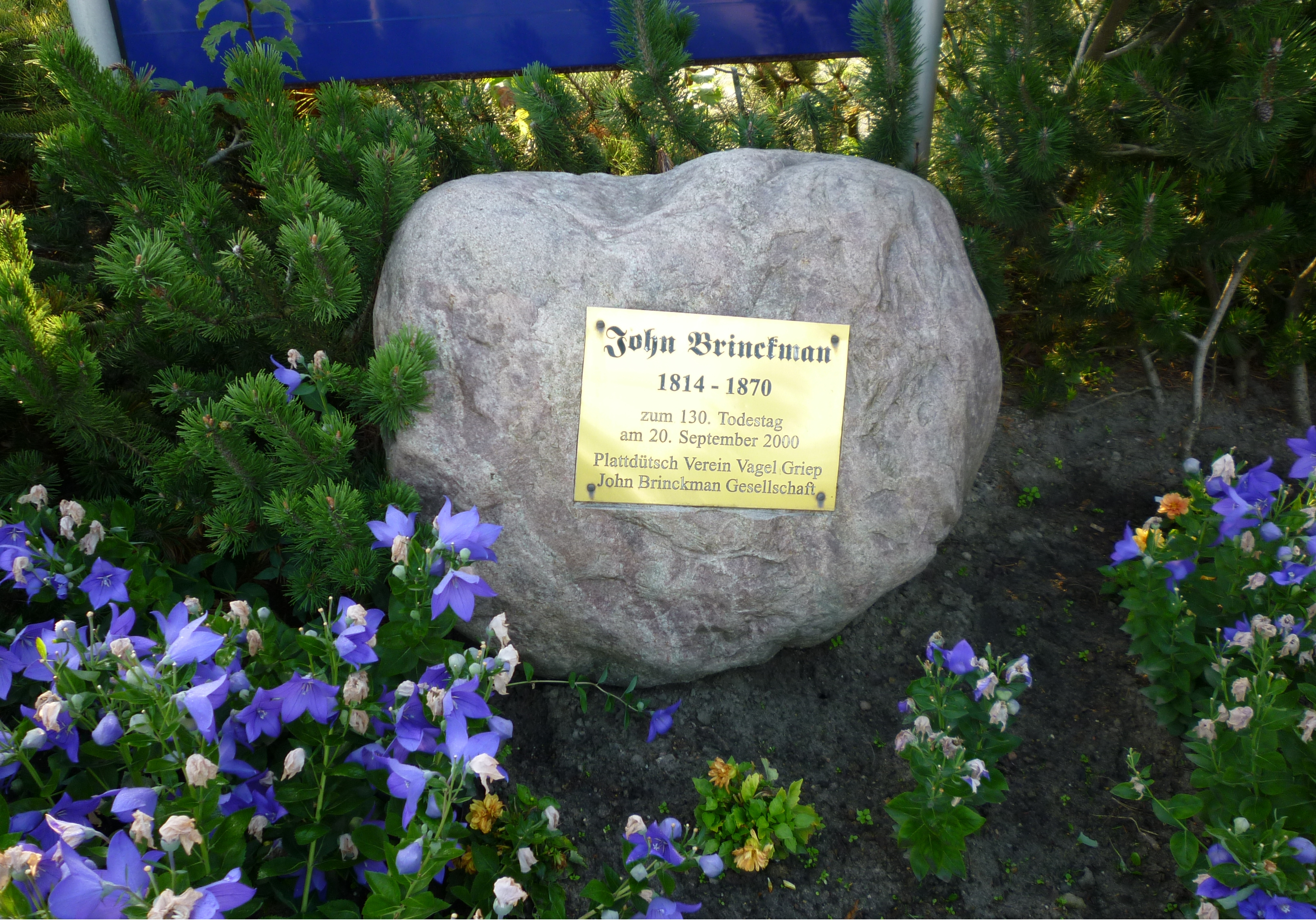
John Brinckman Gedenkstein